# 산타 마리아 마조레

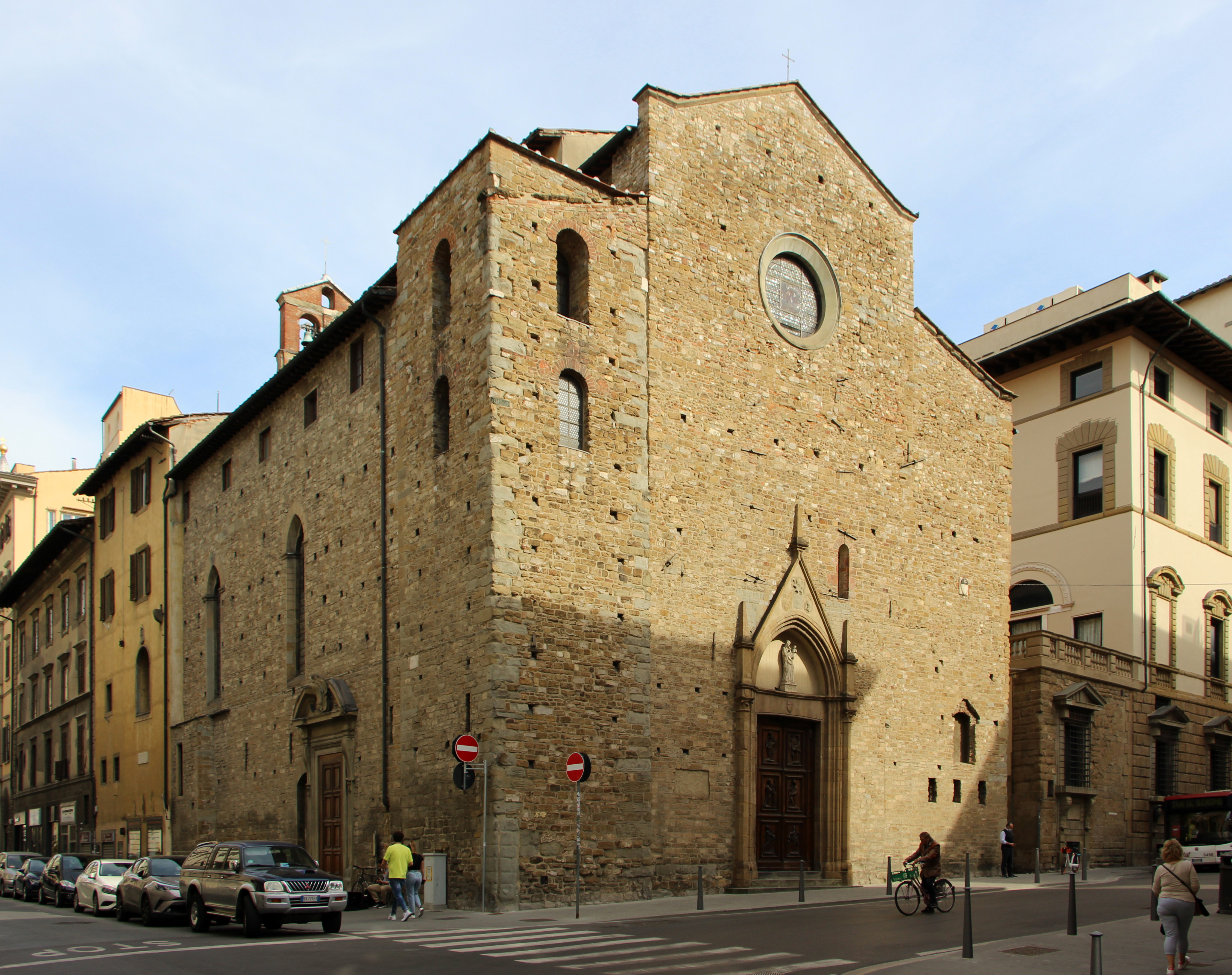
산타 마리아 마조레 디 피렌체의 파사드

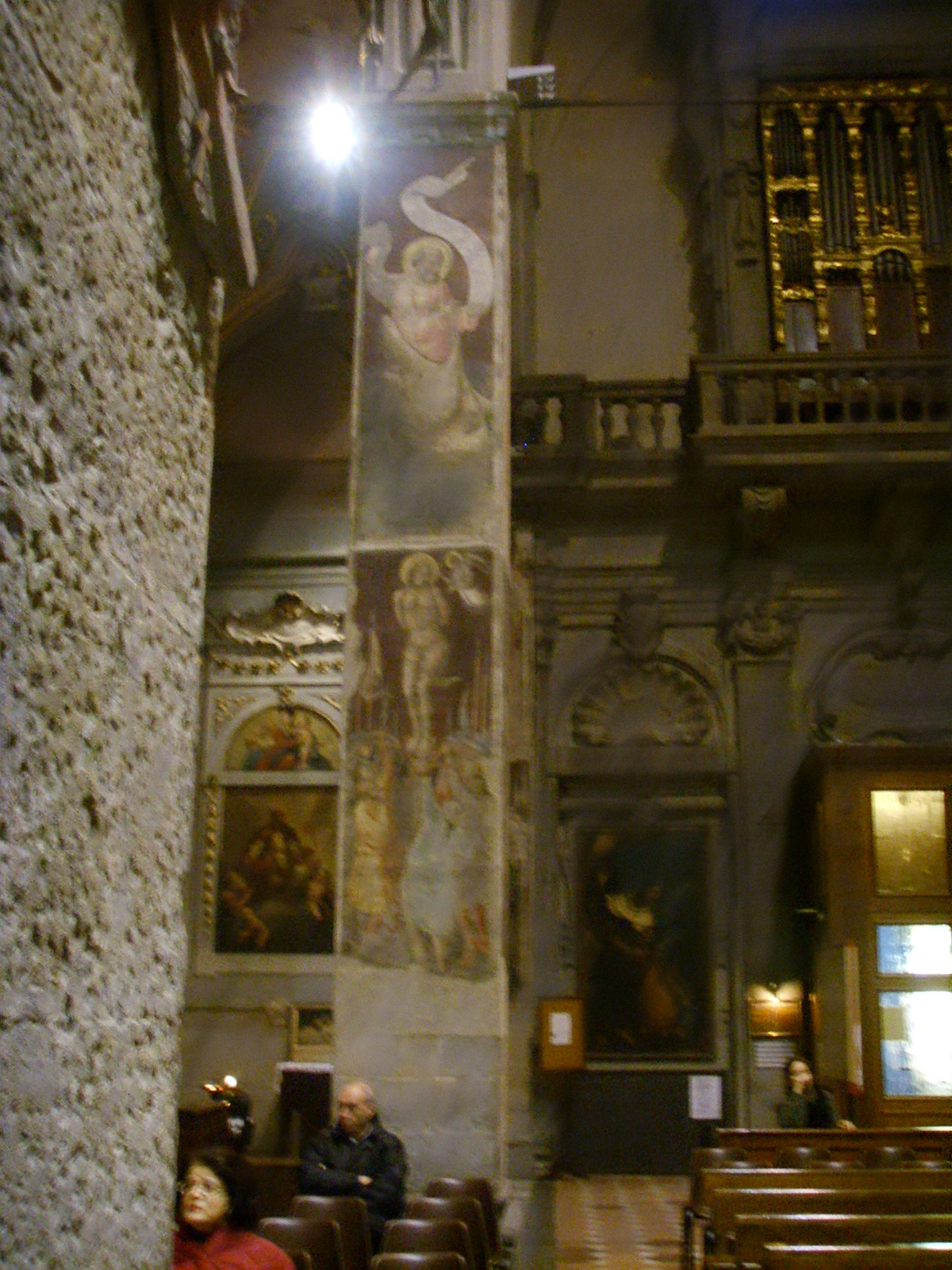
건물 후면의 프레스코가 그려진 벽기둥.

산타 마리아 마조레 디 피렌체 (Santa Maria Maggiore di Firenze)는 이탈리아 토스카나 지방의 피렌체에 위치한 로마네스크 및 고딕 양식으로 된 로마 가톨릭교회의 교회당이다. 피렌체에 현존하는 교회 중에 가장 오래된 편에 속한다.

## 역사
산타 마리아 마조레는 본래 11세기에 세워졌고 13세기에 파사드와 벽면에 방대한 개보수가 있었다.
본 건축물은 이르면 8세기부터 존재했으며, 931년에 처음 기록 상으로 등장하였다. 교황 펠라지오 2세가 서기 580년에 설립을 인가했다는 전설은 신뢰성이 떨어진다.

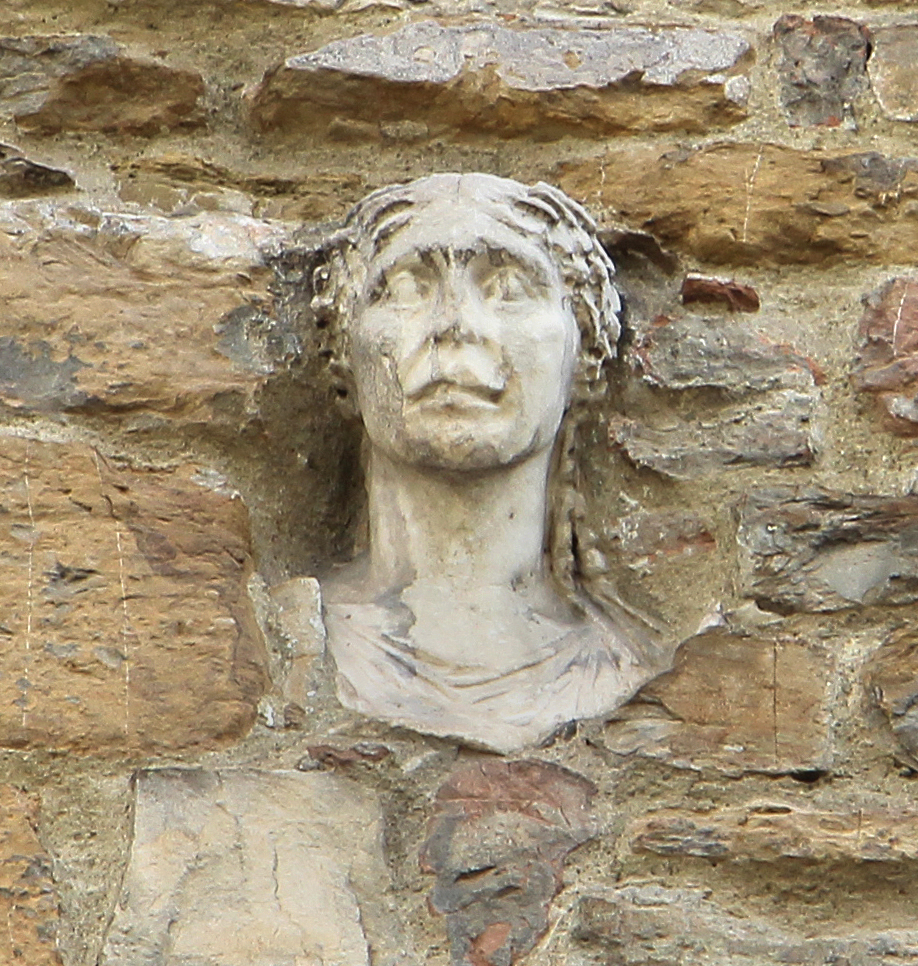
'라 베르타'.

1176년 준교구 성당 지위를 얻었고 피렌체의 준수도원 (priory) 중 하나였다. 그 이후인 1183년에 규모를 확장시켜 1186년에는 루치오 3세를 통해 교황의 직접적인 보호 하에 놓여 다음 세기까지 유지되었다. 시토회가 성당을 인수하였고, 13세기에 고딕 양식으로 재축되었다 (본래의 외벽과 납골당은 제외). 조르조 바사리는 새로 지어진 건축물의 설계자로 '마에스트로 부오노'를 언급했으며 또한 그는 중앙 제단에 아뇰로 가디가 제작한 '성모대관'이 있고, '마조레 예배당'에는 '성모와 성 안토니오 예배당의 이야기' 등의 스피넬로 아레티노의 프레스코화들이 있었다고 전하였으나, 오늘날에는 일부만 남아있다.
15세기 기간, 교회의 재정 상황이 악화되었는데 1514년에 줄리오 데 메디치는 교회의 재정 상태가 부패하고 있다고 하였고, 다음 해에 피렌체 대성당의 참사회에 건물을 넘겨주었다. 1521년에 만토바의 가르멜회에 넘어갔다. 17세기 초 내부는 게라르도 실바니를 통해 보수되었는데, 베르나르도 부온탈렌티의 설계를 따른 것으로 추정된다.

## 특징
외부는 장식이 거의 되어 있지 않으며, 석재 벽면과 입구에는 팀파눔이 얹혀 있다. 종탑은 비록 높이가 줄어들었으나, 로마네스크 당식의 건축물이 남아 있다. 종탑의 벽면에는 '베르타'라고 알려진 로마 시대의 두상이 박혀 있다
내부는 신랑 하나, 통로 두개, 오지 아치, 교차 궁륭으로 이뤄져 소박하다. 미술품에는 베르나르디노 포케티 (지하 납골당에 있는'성 제노비오의 이야기'), 마테오 로셀리의 '예수의 탄생' 등의 프레스코화, 오랜 기간 13세기 예술가 코포 디 마르코발도가 제작한 걸로 여겨지는 좌측 익랑 예배당의 제단 위에 위치한 다채색의 스투코 부조 패널 '마돈나 델 카르멜로' 등이 있다. 최근의 스투코 보수는 학자들이 제작 시기가 더 이전인 12세기라는 의문을 제기하도록 했다. 동일한 예배당에 1751년에 발견된 브루네토 라티니의 무덤이 있으며, 이 무덤의 석관은 티노 디 카마이노가 한 것으로 보인다 (14세기 초).
이 교회에 있었던 미술품에는 마솔리노 다 파니칼레와 마사초의 '카르네스키 세폭화', 보티첼리의 '성 세바스티아누스의 순교', '죽은 그리스도에 대한 애도' 등이 있다.

## 참고 문헌
- M. Ciatti and C. Frosinini, 편집. (2002). 《L'immagine antica della Madonna col Bambino di Santa Maria Maggiore. Studi e restauro》. Florence: Edifir.